# Tomaschewitsch Pegas
Die Tomaschewitsch 111 Pegas (russisch Томашевич 111 Пегас) ist ein sowjetisches Schlachtflugzeug aus der Zeit des Zweiten Weltkriegs.

## Entwicklung
Die Pegas wurde von Dmitri Tomaschewitsch entworfen, der mit ihr den dringenden Bedarf der Luftstreitkräfte nach Flugzeugen zur Unterstützung der Bodentruppen decken wollte. Das auch Projekt 111 benannte Flugzeug war als billig und schnell zu produzierender sowie leicht bedienbarer Notbehelf für die Massenproduktion gedacht, der die Lücke zwischen der als leichter Nachtbomber eingesetzten Po-2 und der IL-2 füllen sollte. Aus diesem Grund war auch eine Bauweise aus größtenteils Holz mit Stoffbespannung vorgesehen. Die Pilotenkabine wurde zum Schutz gegen Bodenbeschuss mit Stahlplatten verkleidet. Als Antrieb fanden zwei Sternmotoren vom Typ M-11 Verwendung. Dieser befand sich schon seit 1927 in der Serienproduktion und war in ausreichenden Stückzahlen verfügbar. Eine Besonderheit war die Unterbringung der Kraftstofftanks frei unter den Flügeln. Bei Beschädigungen durch Kampfhandlungen sollten sie einfach abgeworfen und der Rückflug mit zwei im Rumpf befindlichen gepanzerten Notbehältern mit 16 Litern Fassungsvermögen durchgeführt werden. In Planung waren sowohl einsitzige als auch zweisitzige Varianten mit einem Schützenstand hinter der Pilotenkabine. Als Hauptbewaffnung waren entweder eine 37-mm- oder zwei 23-mm-Kanonen vorgesehen. Es entstanden insgesamt vier Prototypen. Nr. 01 bis 03 verfügten über eine verlängerte Bugspitze, die man bei Prototyp Nr. 04, der 1943 getestet wurde, kürzte. Die verwendeten Motoren erwiesen sich allerdings als viel zu schwach, um für ein Flugzeug dieser Klasse die gewünschten Leistungen zu erbringen. So wurde bei den Versuchsflügen eine Höchstgeschwindigkeit von nur 190 km/h erreicht. Das Projekt Pegas wurde folglich eingestellt, unter anderem auch, weil sich der Kriegsverlauf zu diesem Zeitpunkt weniger angespannt entwickelte und die Industrie mittlerweile eine ausreichende und ständig steigende Zahl an Schlachtflugzeugen und Frontbombern produzierte.

## Technische Daten
| Kenngröße             | Daten (Variante Nr. 04)                                                    |
| --------------------- | -------------------------------------------------------------------------- |
| Besatzung             | 1                                                                          |
| Spannweite            | 12,6 m                                                                     |
| Länge                 | 8,3 m                                                                      |
| Höhe                  | k. A.                                                                      |
| Flügelfläche          | k. A.                                                                      |
| Leermasse             | 1800 kg                                                                    |
| Startmasse            | maximal 2700 kg                                                            |
| Triebwerk             | zwei Schwezow M-11F                                                        |
| Leistung              | je 103 kW (140 PS)                                                         |
| Höchstgeschwindigkeit | 190 km/h in 2000 m Höhe                                                    |
| Reichweite            | 400 km                                                                     |
| Dienstgipfelhöhe      | 2600 m                                                                     |
| Bewaffnung            | eine 37-mm-Kanone NS-37 (?) oder zwei 23-mm-Kanonen WJa ein 12,7-mm-MG UBK |
| Abwurfmunition        | 500 kg Bomben                                                              |